# Port lotniczy Kuching
Port lotniczy Kuching – port lotniczy położony 15 km na południe od Kuching, na Borneo. Jest jednym z największyych portów lotniczych Malezji. W 2006 obsłużył 3 196 352 pasażerów.

## Linie lotnicze i połączenia
- AirAsia (Bandar Seri Begawan [od 12 czerwca 2008], Bintulu, Johor Bharu, Kota Kinabalu, Kuala Lumpur, Makau, Miri, Penang, Sibu)
- AirAsia
  - Indonesia AirAsia (Dżakarta, Bali [od 2 maja 2008])
- Batavia Air (Dżakarta, Pontianak)
- Hornbill Skyways (Mukah, Tanjung Manis)
- Malaysia Airlines (Bintulu, Johor Bahru, Guangzhou, Hongkong, Kota Kinabalu, Kuala Lumpur, Miri, Sibu, Singapur)
- Malaysia Airlines
  - MASwings (Bintulu, Kota Kinabalu, Miri, Mukah, Sibu, Tanjung Manis)
- Royal Brunei Airlines (Bandar Seri Begawan)
- SilkAir (Singapur)
- Xiamen Airlines (Xiamen)

### Cargo
- DHL
- Gading Sari Aviation Services
- MASkargo
- Transmile Air Services